# Victor Gilsoul

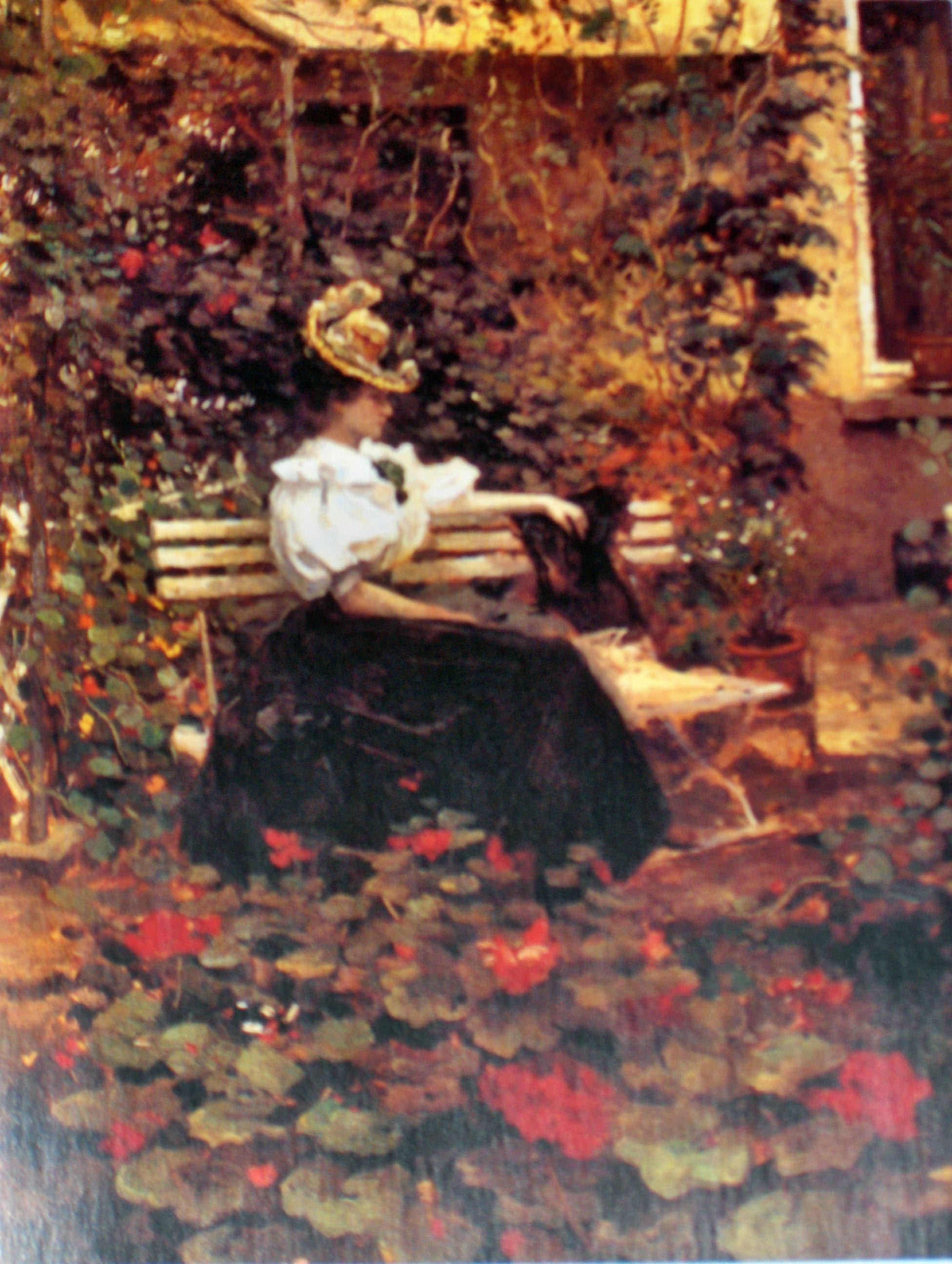
Victor Gilsoul schildert zijn echtgenote Ketty Gilsoul-Hoppe

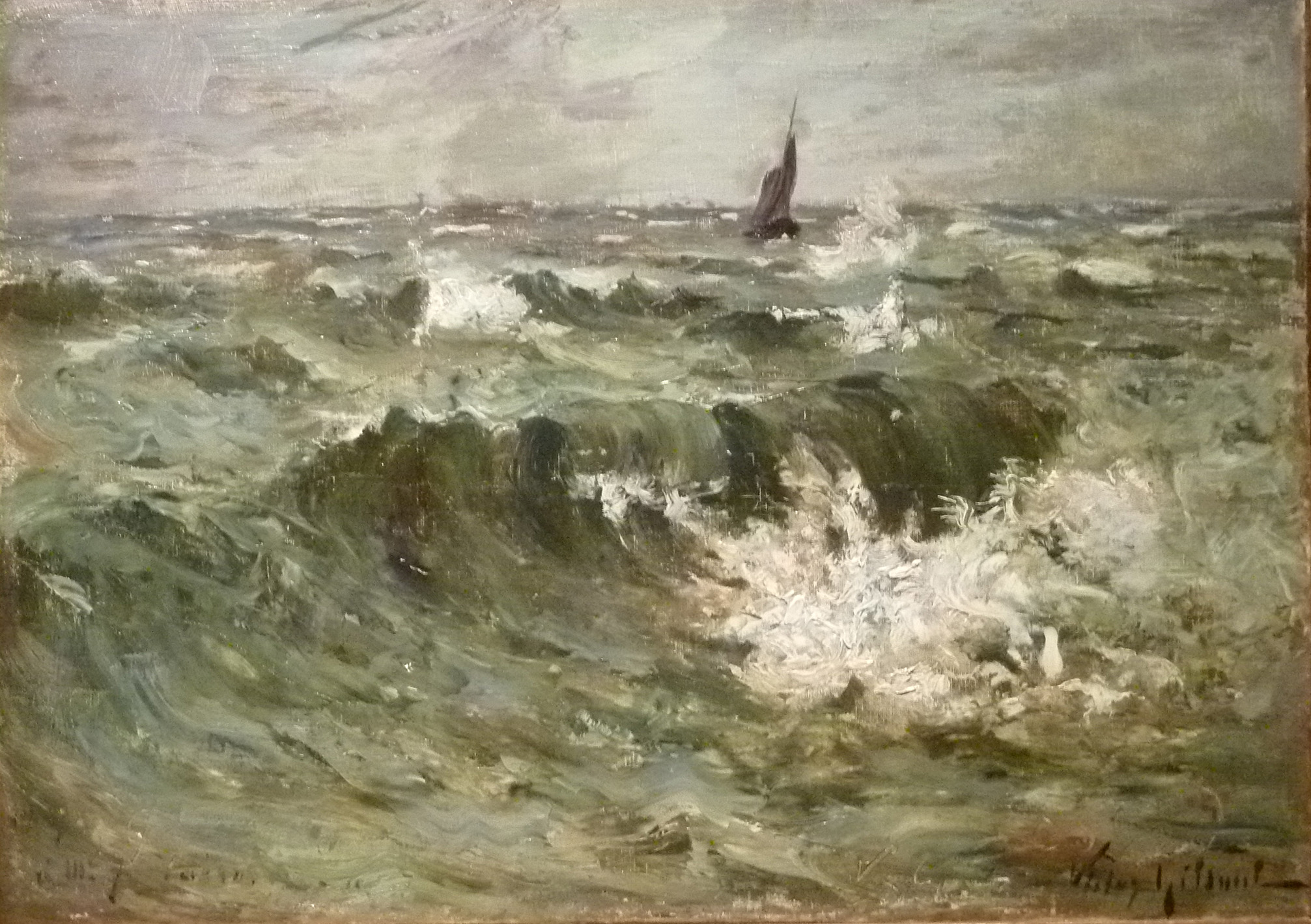
"Onstuimige Noordzee"; privé-verzameling

Victor Gilsoul (Brussel, 5 oktober 1867 – Sint-Lambrechts-Woluwe, 9 december 1939) was een Belgisch impressionist. Hij schilderde vlotte, heldere landschappen, marines, natuurstemmingen, stadsgezichten en figuren.

## Leven
Gilsoul studeerde aan de academies van Brussel (1885-1890) en Antwerpen. Hij kreeg ook les van de bekende marineschilder Louis Artan.
Hij stelde voor de eerste maal tentoon op het Salon van Brussel van 1884. Hij werd in 1885 lid van de Brusselse kunstkring Voorwaarts, die ontbonden werd in 1893. Hij werd later ook erelid van "La Gravure Originale Belge". 
In 1914 vluchtte Gilsoul naar Londen. Na de Eerste Wereldoorlog werd hij van 1924 tot 1930 leraar aan de NHISKA in Antwerpen.
Hij hield ervan om Nieuwpoort en omstreken in beeld te brengen, maar hij schilderde eveneens veel in de omstreken van Knokke, Lissewege en juist over de Nederlandse grens in Sluis.
Hij huwde in 1894 de Belgische kunstschilderes Ketty Hoppe. 
Zijn werk, dat hij signeerde onder de namen Victor Gilson, Victor Olivier Gils en Victor-Olivier Gils, bevindt zich in Belgische musea (Antwerpen, Brugge, Brussel, Elsene, Bergen, Namen, Oostende), Dordrecht, Krefeld, Barcelona, Boekarest, Brighton, Luxemburg en Parijs. Enkele bekende schilderijen: 
- "Sluismeester van Nieuwpoort"
- "De vissersboot"
- "Onweer boven Nieuwpoort"
- "Uitweg te Nieuwpoort"
- "Bestijging van het staketsel"
- "Windstilte in de vaargeul"

Koning Leopold II kocht twaalf schilderijen van Gilsoul voor de eetkamer van zijn jacht Alberta. Tevens decoreerde Gilsoul woningen met zijn schilderkunst. Een bekend voorbeeld hiervan is het eclectische woonhuis (met kunstenaarsatelier) aan de Molièrelaan 513 in Elsene in samenwerking met architect Victor Rubbers (1924).
- Bibliothèque nationale de France: cb149747478 (data)
- Gemeinsame Normdatei: 174212380
- International Standard Name Identifier: 0000 0001 0966 1946
- KulturNav: 1a754cda-36cd-43dc-a6c0-accde0eb1132
- Nationale Bibliotheek van Tsjechië: xx0131008
- Nederlandse Thesaurus van Auteursnamen: 165651075
- RKD-Nederlands Instituut voor Kunstgeschiedenis: 31761
- Système universitaire de documentation: 180820958
- Union List of Artist Names: 500022178
- Virtual International Authority File: 42114392
- WorldCat: E39PBJvMDbgCGQj9qdgC3DFMyd